# ヴィットーリオ・エマヌエーレ2世広場
座標: 北緯41度53分43秒 東経12度30分17秒 / 北緯41.895161度 東経12.504760度

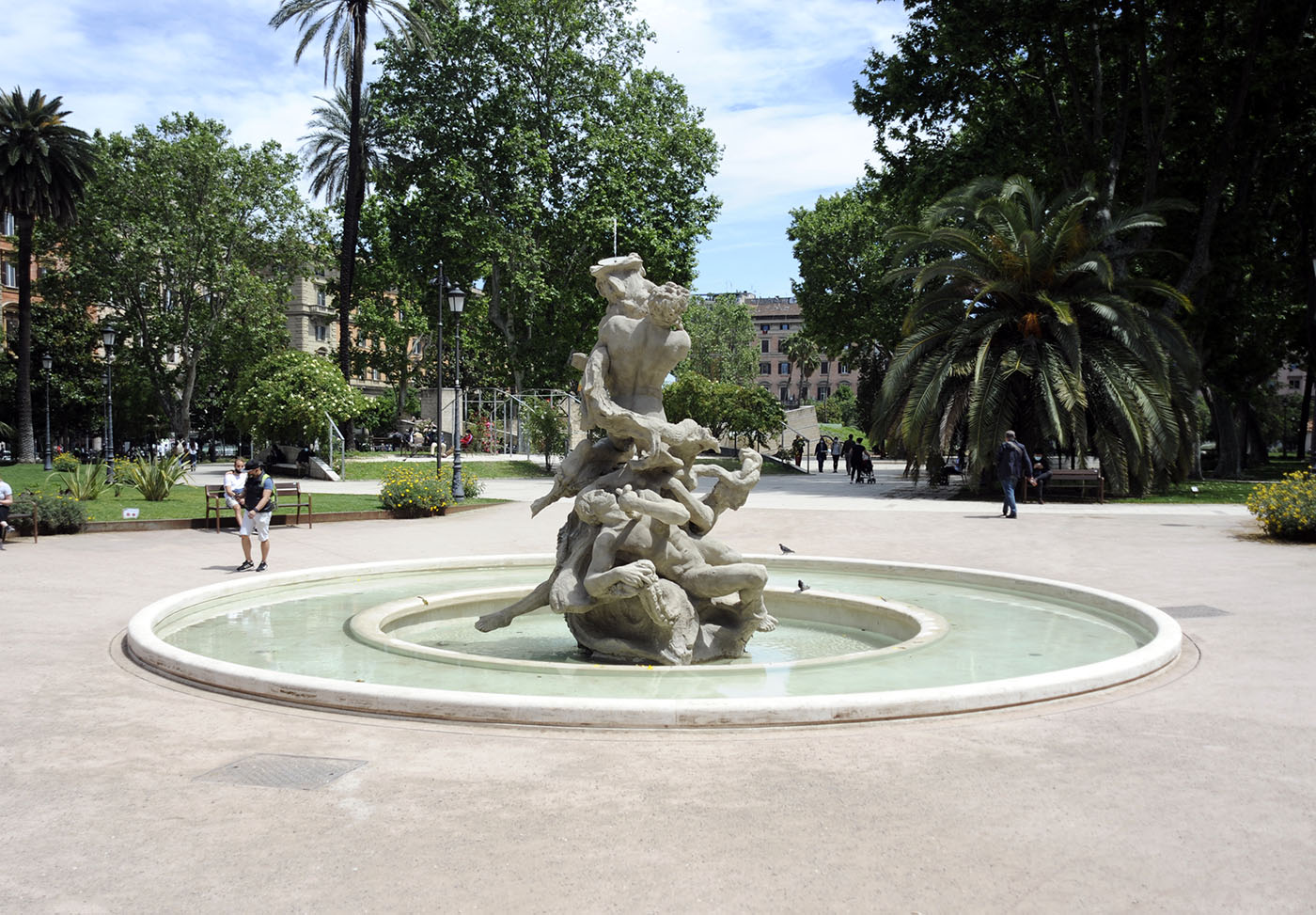
ヴィットーリオ・エマヌエーレ2世広場にある噴水

ヴィットーリオ・エマヌエーレ2世広場 (Piazza Vittorio Emanuele II) は、ローマのエスクイリーノ区にある広場でヴィットーリオ広場 (Piazza Vittorio) の名前でも知られている。
広場は柱廊（ポルティコ）のある19世紀の建物に囲まれていて、建築家ガエターノ・コックによりリソルジメント（イタリア統一）の少し後に作られた。ウンベルティーノ様式の広場で広さは316m×174mあり、同様式の広場では欧州で最も広いとされる。
カンポ・リーグレの旧市街にも同名の広場がある。

## ヴィットーリオ広場の庭園
広場の中心には公園となっており、第4代皇帝クラウディウスが造った新アニオ水道の分水施設であるニンファエウム・アレクサンドリ（カステル・アクアエ）の遺跡と、錬金術師マッシミリアーノ2世・パロンバーラの住居ヴィッラ・パロンバーラの入り口とされる魔法の門と呼ばれる門が有る。

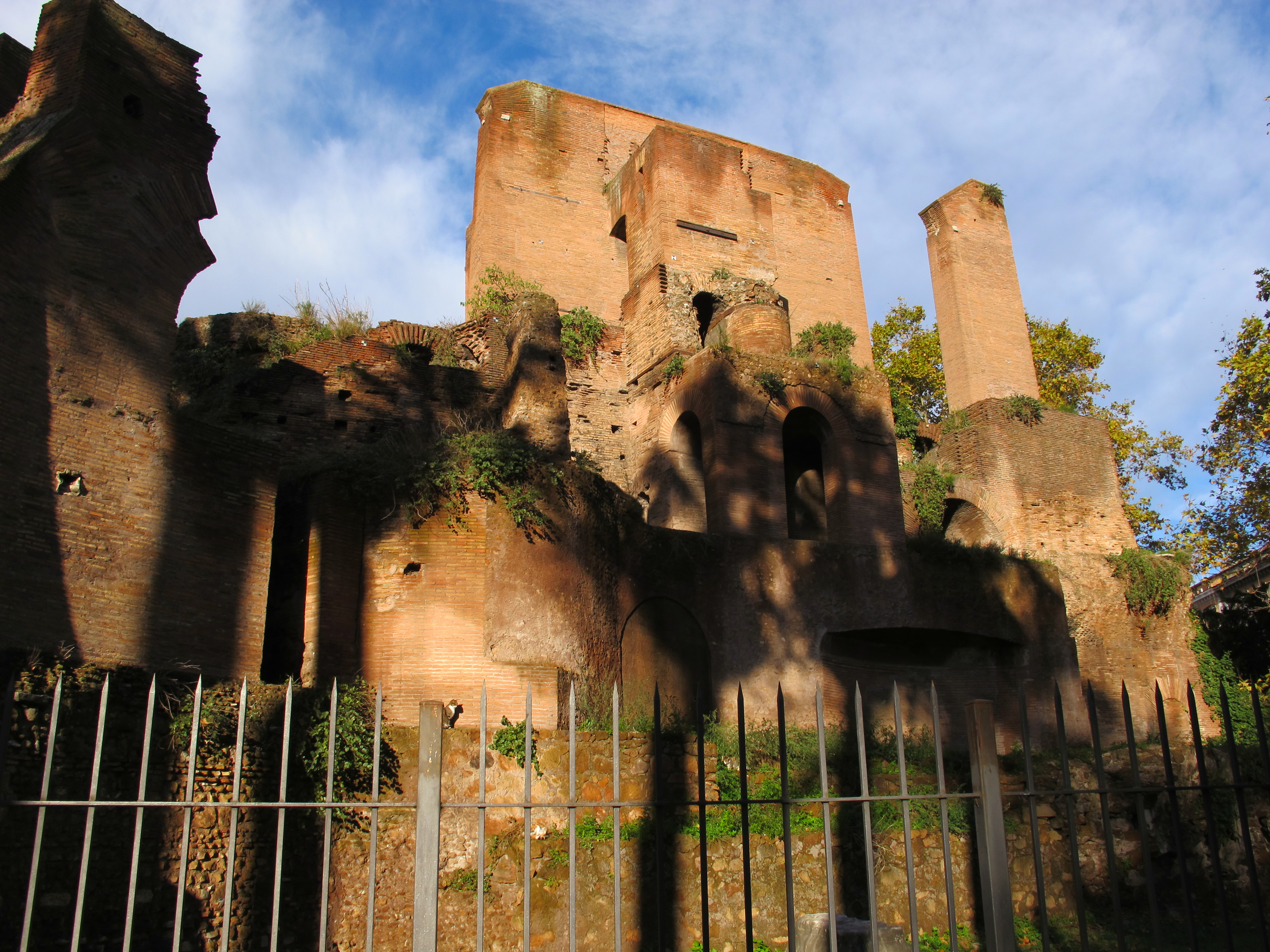
新アニオ水道の流末施設
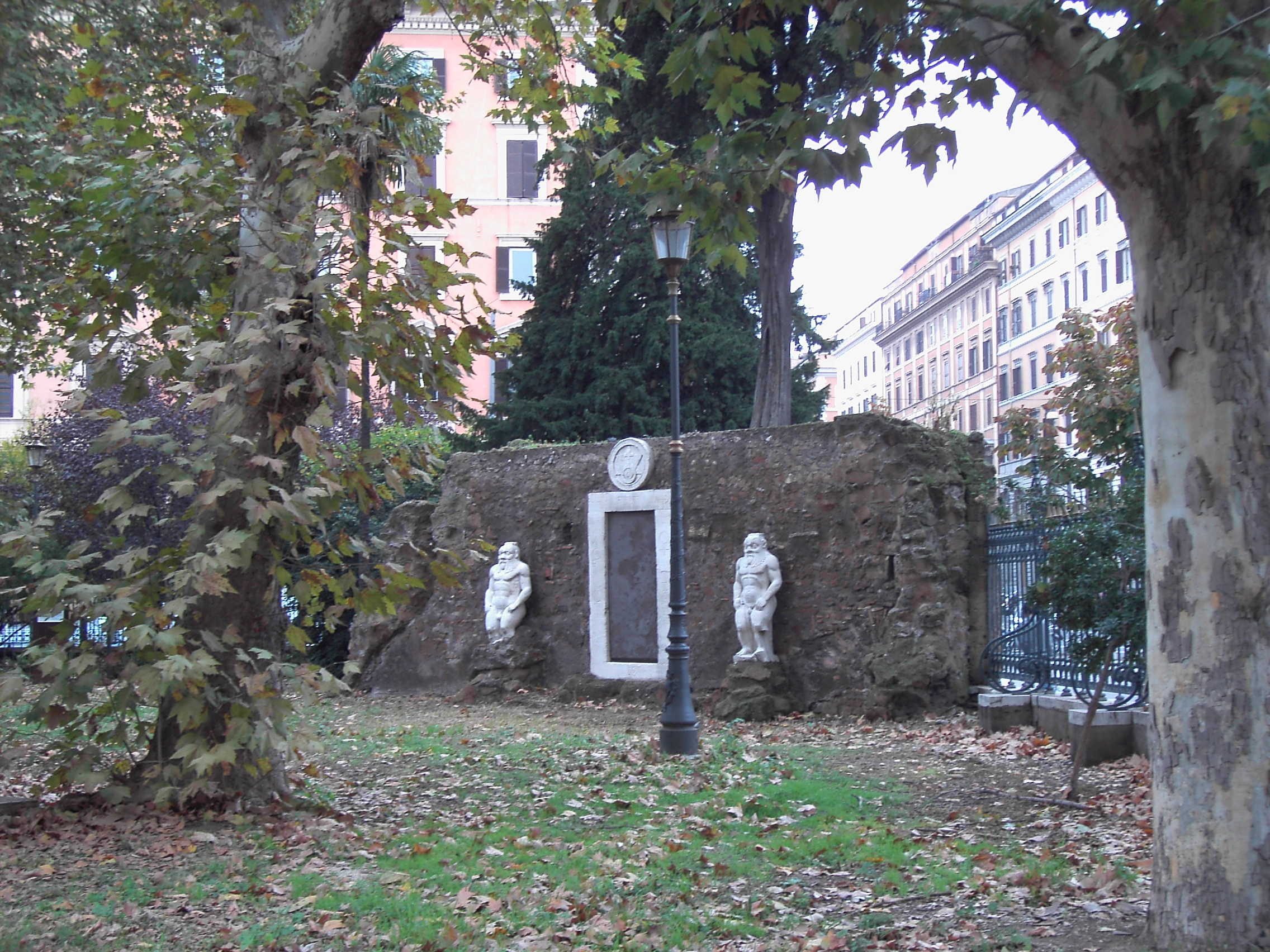
魔法の門
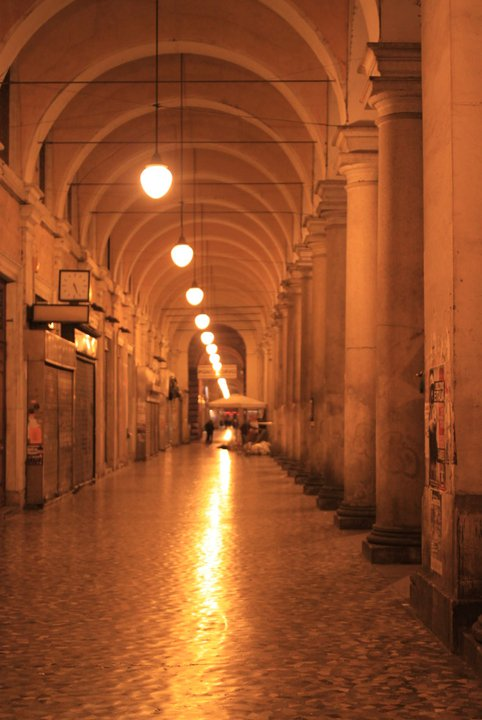
広場を囲む建物の柱廊

## アクセス
|  | 最寄り駅は、「ヴィットーリオ・エマヌエーレ駅」。 |